# Недишина
Недишина (пол. Niedyszyna) — село в Польщі, у гміні Белхатув Белхатовського повіту Лодзинського воєводства.
Населення — 242 особи (2011).
У 1975—1998 роках село належало до Пйотрковського воєводства.

## Демографія
Демографічна структура станом на 31 березня 2011 року:
|          | Загалом | Допрацездатний вік | Працездатний вік | Постпрацездатний вік |
| -------- | ------- | ------------------ | ---------------- | -------------------- |
| Чоловіки | 115     | 20                 | 81               | 14                   |
| Жінки    | 127     | 25                 | 63               | 39                   |
| Разом    | 242     | 45                 | 144              | 53                   |